# Nymphon multituberculatum
Nymphon multituberculatum is een zeespin uit de familie Nymphonidae. De soort behoort tot het geslacht Nymphon. Nymphon multituberculatum werd in 1944 voor het eerst wetenschappelijk beschreven door Gordon. 